# Gypsy (Boot)
Gypsy (zuvor WITCH bzw. Wren) ist ein im Jahr 1900 gebautes, ehemaliges Catboot mit Heimathafen in Wareham im Bundesstaat Massachusetts der Vereinigten Staaten. Es wurde von Bowdoin B. Crowninshield als zweites von vier baugleichen Booten unter der Baunummer Crowninshield #149 entworfen und bei A.C. Howland in Monument Beach auf Cape Cod gebaut. Das Design orientiert sich an den vom Seawanhaka Corinthian Yacht Club festgelegten Seawanhaka-Regeln für Rennboote. Der Rumpf wurde mit einer Beplankung aus Weißer Scheinzypresse auf Spanten aus Eiche gebaut.
Der erste Eigner war Osborne Howes II., der das Boot WITCH taufte. Unter diesem Namen ist es seit 2008 im National Register of Historic Places eingetragen. Nachdem das zwischenzeitlich Wren getaufte Boot durch den Neuengland-Hurrikan 1938 beschädigt worden war, wurde im Rahmen der Reparaturarbeiten die alte Gaffeltakelung durch die heute noch vorhandene Hochtakelung ersetzt. 1949 erhielt das Boot seinen heutigen Namen Gypsy. Die Eigner rüsteten das Boot später mit einer Rollfock aus.